# Чернов, Сергей Анатольевич
Сергей Анатольевич Чернов (род. 11 января 1986, Пермь, СССР) — российский баскетболист и тренер, игравший на позиции разыгрывающего защитника.

## Карьера
Сергей Чернов — воспитанник пермского баскетбола, начинал свою карьеру в «Урал-Грейт». Впоследствии, в связи с расформированием команды, перешёл в самарские «Красные крылья».
Следующим клубом Сергея стал владивостокский «Спартак-Приморье», в составе которого Чернов стал победителем Суперлиги.
Сезон 2011/2012 Сергей провёл в Саранске, в составе команды «Рускон-Мордовия». Сам Чернов называл этот сезон худшим с баскетбольной точки зрения. Но именно в Саранске он встретил свою будущую жену, что «перевешивает всё остальное».
После сезона в «АлтайБаскете» Чернов вернулся в родной город, став игроком «Пармы». В составе пермской команды в сезоне 2015/2016 Сергей стал бронзовым призёром чемпионата Суперлиги, а также обладателем Кубка России.
Успешный сезон 2015/2016 позволил «Парме» добиться включения в сильнейшую российскую баскетбольную лигу — Единую лигу ВТБ. В межсезонье Чернов был выбран капитаном команды.
Несмотря на то, что дебютный сезон в элите сложился для пермской команды тяжело, Чернов был одним из её лидеров, набирая в среднем 12,2 очка за матч и делая 4,4 результативные передачи. В единственном победном для «Пармы» матче лиги ВТБ против белорусского клуба «Цмоки-Минск» Сергей стал самым результативным игроком, набрав 23 очка.
В июне 2018 года Чернов вернулся в «Спартак-Приморье».
Летом 2020 года Чернов продолжил карьеру в «Университете-Югра», где играл до завершения карьеры в 2023 г.
С 2023 г. является главным тренером ижевской команды «Купол-Родники».

## Личная жизнь
1 июля 2014 года Сергей Чернов и его девушка Екатерина официально стали мужем и женой.
27 мая 2020 года Чернов защитил выпускную квалификационную работу в дистанционном формате в Колледже олимпийского резерва Пермского края и получил квалификацию «Педагог по физической культуре и спорту».

## Достижения
- Чемпион Суперлиги: 2010/2011
- Бронзовый призёр Суперлиги: 2015/2016
- Обладатель Кубка России: 2015/2016
- Бронзовый призёр Кубка России: 2016/2017